# Akadska umjetnost
Akadska umjetnost u Mezopotamiji se javlja u gradu Akadu početkom 3. tisućljećja pr. Kr., a potom je Akadsko Carstvo (2334. – 2218. pr. Kr.) širi od Sredozemlja do Elama. 
Pred kraj ranodinastičkog razdoblja sumerskog Ura, moć gradova-država je počela da opada. U isto vrijeme Semiti, nastanjeni u sjevernoj Mesopotamiji su se kretali na jug i na mnogim mjestima preplavili Sumerane. Nakon dvadesetak godina pod vlašću Sumera, Sargon Akađanin je poveo vojni pohod i nastala je prva monarhija koja je zavladala cijelom Mezopotamijom. 
Akađani su prihvatili sumersku umjetnost, ali su bili manje vezani za tradicije grada-države. Zato ne iznenađuje što su oni u Sargonu iz Akada i njegovim nasljednicima vidjeli prve mezopotamijske vladare koji su se otvoreno nazivali kraljevima i težili da vladaju cijelom zemljom. Umjetnost se našla pred novim zadatkom – veličane suverena. Dolazi do udaljavanja od formalne apstrakcije kod skulptura, kao novog shvaćanja kraljevskog dostojanstva. Umjetnost je svjetovnog karaktera i veliča kralja na čijim prikazima se javlja snažna stilizacija kose i brade. Primjer je Maska akadskog vladara (Sargon I.?) od bronce koj je ubjedljiva u realističnosti i veličanstvena. Lice je uokvireno bogato kovrčavom kosom i bradom koja je iako modelirana s nevjerojatnom preciznošću, ne gubi organski karakter i ne postaje puki ornament. Složena tehnika livanja i umetanja dragog kamenja umjesto očiju govori o pravom majstorstvu izrade.
Reljef postaje slobodnije piramidalne kompozicije i veća je realističnost predstavljanja. Slike pričaju priču, a ne teže ljepoti. Stela je ploča okomito postavljena poput nadgrobnog spomenika, uvijek ukrašena reljefom koji opisuje neki događaj, ali najčešće samo kroz jedan ključni glavni prizor, tako se cijelo zbivanje svodi samo na jedan događaj. Jedan od najboljih primjera je Naram-Sinova stela iz 2300. god. pr. Kr. na kojoj Naram-Sin slavi pobjedu nad neprijateljem. To je obična kamena ploča, relativno laka, koja predstavlja kralja kao najveći lik kako se penje na planinu gazeći neprijatelje dok ga podanici slijede (Neuki Rimljani su je držali za običnu nadgrobnu ploču).
Nakon razdoblja vladanja Sargonovih nasljednika, slijedi prilično nagla propast označena vlašću Gutejaca, a potom, na prelasku iz 3. u 2. tisućljeće pr. Kr., i početkom prevlasti Babilonaca i osnutka Babilonskog carstva.
- Ukrašeni vrh buzdovana Sargona I.
- Reljef u stijeni Karadaga (Irak) koji slavi Naram-Sina
- Bassetki skulptura iz Louvrea nosi zapis koji spominje kako je Naram-Sin ugušio poobunu i dao izgraditi hram u Akadu.[1]
- Detalj pobjedničke stele iz oko 2300.-2250. pr. Kr., visine 34,5 cm, Louvre, Pariz.

## Poveznice
- Mezopotamijska umjetnost
- Asirska umjetnost
- Perzijska umjetnost